# Alfons Thys
Alfons Thys (Borgerhout, 1874 - Brugge, 1916) lag in de Belgische stad Brugge aan de basis van de heropleving van de diamantnijverheid, meer bepaald de slijperij. Hij was gehuwd met de diamantslijpster Maria Magdalena Kuyten.
Alfons Thys was in Antwerpen en Boom reeds actief in deze branche en als zoon van een natiebaas was hij bemiddeld om aan uitbreiding te doen. Brugge werd uitgekozen omwille van de lagere lonen die daar dienden betaald te worden.

## Slijperij
Zijn diamantslijperij was sinds 1909 gevestigd in de Wantestraat te Assebroek en het stelde maximaal 150 werknemers te werk. Na zijn overlijden in 1916 nam zijn echtgenote de leiding over, maar het was pas in 1919, na de Eerste Wereldoorlog, dat de handel terug opstartte. Toen het later beter begon te gaan, kwam er verzet vanwege de vakbonden, die eisten dat de lonen op het niveau van Antwerpen zouden komen. Het bedrijf verloor zijn beste werkkrachten, omdat deze zelfstandig werden of in coöperatie gingen werken. Sommige meestergasten waren trouwens reeds eerder een eigen bedrijf begonnen. 
Ondertussen was zijn zoon, Frans Thys (°1902), ook in het bedrijf gekomen, maar trok na de crisis van 1929 naar Brussel voor andere activiteiten. Nieuwe pogingen na de Tweede Wereldoorlog mislukten en de gebouwen werden verhuurd aan een onderneming van bromfietsen. Later werden de gebouwen verkocht.
De laatste Brugse diamantslijperij sloot haar deuren in 1970. Bijna alle bedrijfsleiders uit de sector hadden in het verleden banden met het bedrijf van Thys, hetzij als meestergast of werknemer, of ze hadden er opleiding genoten.